# Plagiothecium handelii
Plagiothecium handelii är en bladmossart som beskrevs av Brotherus 1929. Plagiothecium handelii ingår i släktet sidenmossor, och familjen Plagiotheciaceae. Inga underarter finns listade i Catalogue of Life.